# Denkmal für König Wachtang I. Gorgassali

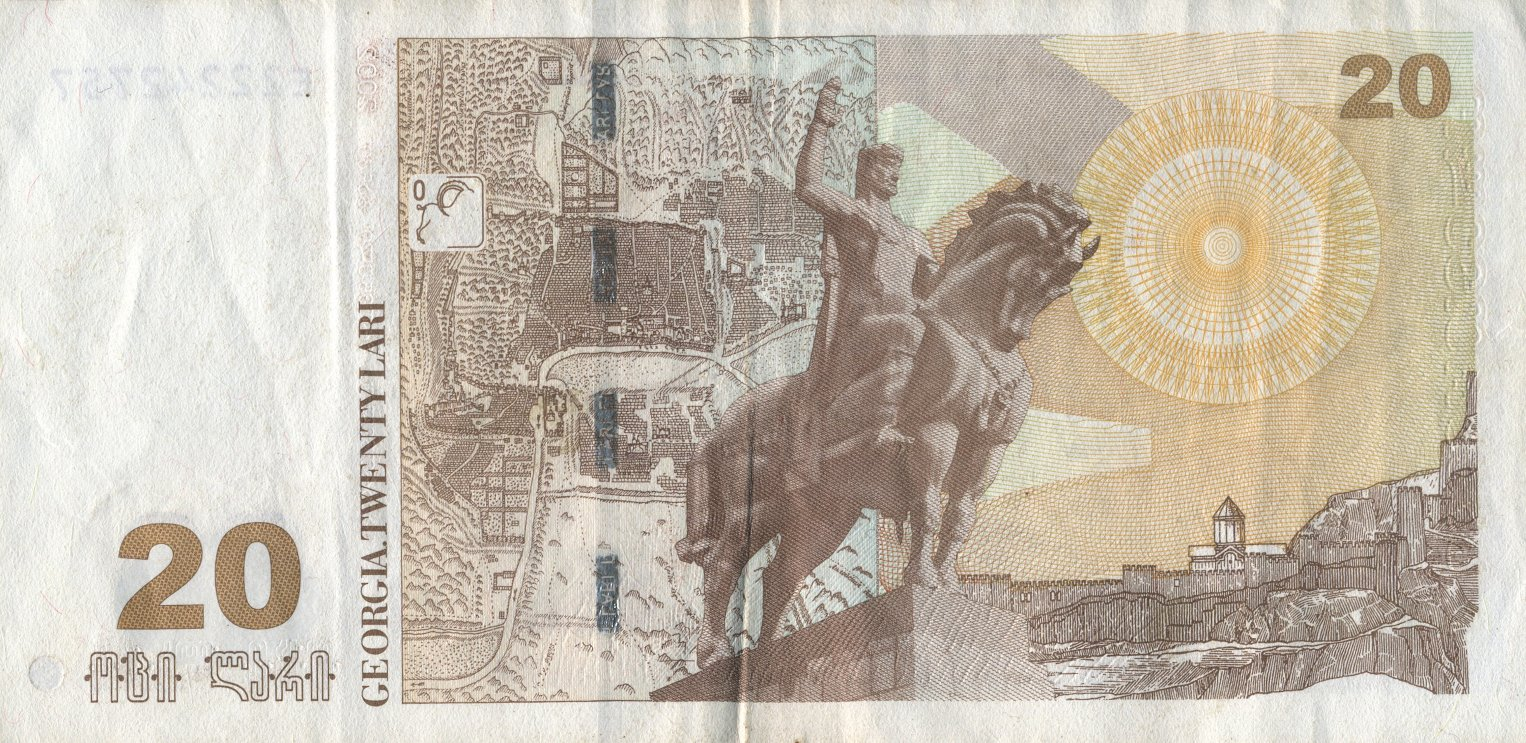
Das Denkmal als Motiv auf einem 20-Lari-Schein

Das Denkmal für König Wachtang I. Gorgassali ist ein Denkmal für den legendären Stadtgründer von Tiflis und georgischen König Wachtang I. (440–502, genannt Gorgassali).

## Lage
Das 1967 fertiggestellte Denkmal  befindet sich im heutigen Stadtzentrum, am Steilufer der Kura bei der Metechi-Kirche.

## Beschreibung
Das  auf einem gemauerten Sockel errichtete Monumentalstandbild zeigt den König auf seinem Schlachtross in einer klassischen Pose: die rechte Hand ist zum Gruß erhoben, die linke Hand hält die Zügel des edlen Pferdes, an der Flanke des Pferdes steckt das Schwert als Zeichen des Friedens in der Scheide.
Der künstlerische Entwurf stammt von dem georgischen Bildhauer Elgudscha Amaschukeli, der auch die Monumentalstatue von König Dawit IV. der Erbauer in Kutaissi und Kartlis Deda in Tiflis entworfen hat, die architektonische Platzgestaltung  wurde von den Architekten Teimuras Kandelaki und David Morbedadse übernommen.
Majestätisch, auf einem schwarzen Roß sitzt Gorgassali. Seine kraftvoll erhobene Rechte weist feierlich auf die von ihm gegründete Stadt. Die zusammengekniffenen Augen, die Habichtsnase über den festen Lippen, das ganze Gesicht entspricht dem Namen »Gorgassali«, was im Georgischen „Wolfskopf“ bedeutet.

## Geschichte
Nach einer georgischen Legende entdeckte König Wachtang I. bei einem Jagdausflug nahe der Kura einen Platz mit heißen Quellen, dieser Ort gefiel ihm außerordentlich und er veranlasste die Gründung der heutigen Stadt Tiflis (in der georgischen Sprache bedeutet Tbilisi "Platz der warmen Quellen"). Eine weitere Legende berichtet, Wachtang habe am Steilufer bei der Kirche einen Sieg über seine Feinde errungen, an dieser Stelle habe er dann ausgerufen: Ak me mteri wteche (dt. Hier habe ich den Feind erschlagen).
Wachtang Gorgassali wurde durch seine Taten ein georgischer Nationalheld. Sein abenteuerliches Leben  wurde im Laufe der Jahrhunderte mit Legenden umwoben. Die Georgische Orthodoxe Apostelkirche hat ihn zum Heiligen ernannt.
Noch in der Sowjetzeit, in den Jahren 1960er Jahren wurde die Zustimmung zum Bau des Denkmals erteilt, das benötigte Terrain wurde durch den Abriss von Altbausubstanz geschaffen. Das unmittelbar über der Metechi-Brücke platzierte Denkmal fügt sich harmonisch zum Stadtbild mit der Metechi-Kirche.
Heute bildet das Denkmal mit der Kirche eine vielbeachtete Touristenattraktion an der Metechi-Brücke, am Zugang zur Altstadt. In den Abendstunden wird die Kirche und das Denkmal durch eine Gruppe farbiger Scheinwerfer angestrahlt.

## Sonstiges
Auf der Rückseite des georgischen 20-Lari-Geldscheins ist auch das Reiterstandbild als nationales Symbol zeichnerisch dargestellt.